# Norderney

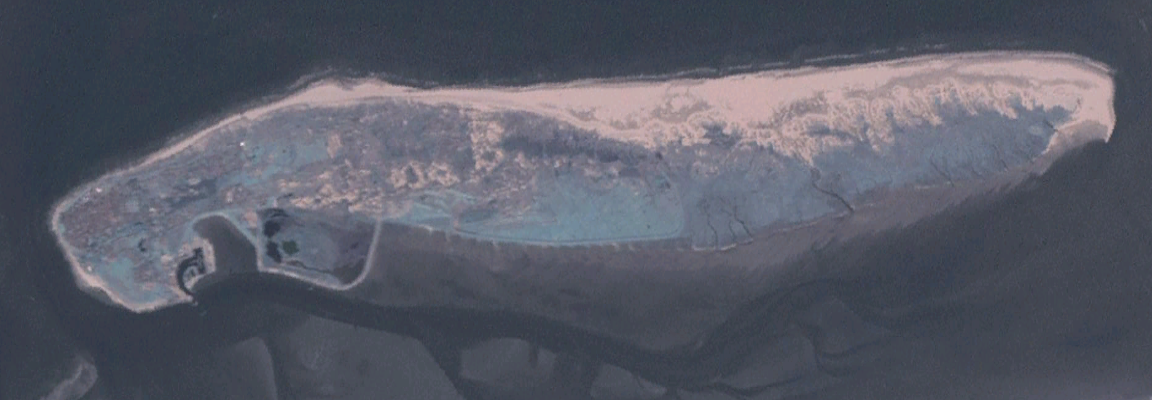
Norderney as seen from space

Norderney là một trong các hòn đảo có người ở của quần đảo Đông Frisia ngoài khơi Biển Bắc của nước Đức. Đô thị Norderney có diện tích 26,3 km². Đô thị này thuộc huyện Aurich trong bang Niedersachsen.
Đảo này dài 14 km và rộng 2,5 km với tổng diện tích khoảng 26,3 kilômét vuông (10,2 dặm vuông Anh), là đảo lớn thứ 10 của Đức. Dân số cuối năm 2006 là 5986 người.